# Garlan (cocardier)
Garlan est un taureau cocardier de race camarguaise élevé au sein de la manade des Baumelles. Il remporte le Biòu d'or en 2011, 2012 et 2014.

## Famille
- « Garlan » porte le no 055. Il est le fils d'un taureau de Saumade et le petit-fils de « Tristan » par sa mère.

### Manade
- La manade des Baumelles a son siège aux Saintes-Maries-de-la-Mer.

- Elle a été créée en 1992 ; les couleurs de sa devise sont le rouge, le gris et le blanc ; son fer est un « L » dans un soleil surmonté d'une croix ; ses origines sont Denys Colomb de Daunant, Saumade, Mailhan ; les propriétaires actuels sont Joël et Guillaume Linsolas.

- 1985 - En association, Joël Linsolas et Henri Causan achètent la manade Denys Colomb de Daunant. Cette acquisition sortira sous le nom « Manade des Paluns ». Elle obtiendra un titre en 1990 avec le taureau « Clan-Clan », qui sera élu Biòu de l'Avenir.

- 1992 - Après séparation d'avec son associé, Joël Linsolas s'installe sur des terres achetées près des Saintes-Maries-de-la-Mer, et crée la manade des Baumelles. Depuis sa création, la manade a obtenu six titres majeurs : une Cocardière d'Or avec "MARICO" (2007) ; deux Biòu de l'Avenir avec "RODIN" (2007) et "GARLAN" (2009) ; trois Biòu d'Or avec "GARLAN" (2011, 2012, 2014). Ajoutons à ce palmarès le cocardier "MICHOU", qui porta haut les couleurs de la manade.

## Carrière
- Après avoir été sacré Biòu de l'Avenir en 2009, Garlan est élu Biòu d'Or 2011 quelques jours avant la finale du Trophée des As en obtenant 18 voix devant Géricault, de Chauvet (7 voix), Guépard, de Cuillé (1 voix) et Saint-Rémois, de Fabre-Mailhan (1 voix). Il conserve son titre en 2012 en obtenant de nouveau 18 voix devant Saint-Rémois, de Fabre-Mailhan (7 voix), Guépard et Mignon, de Cuillé (1 voix chacun). En 2014, il entre dans le cercle très fermé des triples vainqueurs du prestigieux trophée en obtenant 20 voix devant Ratis, de Raynaud (5 voix) et Ulmet, de Blanc (1 voix), d'un jury composé de 24 membres et des raseteurs Sabri Allouani et Loïc Auzolle.

- Garlan est le quatrième cocardier à être trois fois couronné après Loustic de Laurent (1965-1966-1967), Barraïé de Lafont (1988-1989-1992) et Camarina de Chauvet (2005-2007-2008). En 1967, le Biòu d'or a récompensé deux taureaux classés ex æquo : Loustic de Laurent et Cailaren de Lafont.

- Ses sorties en 2011 : Méjanes ; Lunel (17/04 et 30/10) ; Sommières ; Beaucaire (24/07) ; Grau-du-Roi ; Châteaurenard ; Arles (finale du Trophée des As le 09/10).

- Ses sorties en 2012 : Palavas (08/05) ; Vauvert (17/05) ; Lunel (08/07) ; Beaucaire (26/07) ; Grau-du-Roi (15/08) ; Châteaurenard (09/09) ; Nîmes (finale du Trophée des As le 14/10).

- Ses sorties en 2013 : Arles (31/03) ; Palavas (08/05) ; Sommières (09/06) ; Lunel (20/07) ; Grau-du-Roi (15/08) ; Châteaurenard (08/09) ; Vauvert (22/09) ; Arles (finale du Trophée des As le 13/10) ; Saintes-Maries-de-la-Mer (26/10).

- Ses sorties en 2014 : Arles (20/04 annulée) ; Palavas (08/05) ; Vauvert (29/05) ; Grau-du-Roi (22/06 et 15/08) ; Sommières (27/07) ; Châteaurenard (14/09) ; Nîmes (finale du Trophée des As le 19/10) ; Lunel (02/11).

- Ses sorties en 2015 : Arles (05/04) ; Grau-du-Roi (01/05) ; Vauvert (14/05) ; Sommières (28/06) ; Lunel (18/07) ; Saintes-Maries-de-la-Mer (16/08) ; Palavas (27/09) ; Arles (finale du Trophée des As le 11/10) ; Lunel (01/11). Pour lui rendre hommage, il est présenté en piste à Beaucaire (non encocardé et non raseté) le lundi 27 juillet lors de la finale de la « Palme d'Or ».

- Le samedi 14 novembre 2015, il fait ses adieux dans les arènes des Saintes-Maries-de-la-Mer aux côtés de Regain, Artémis, Attila, Rodin, Aïoros et Optimus, qui composent ce jour-là la Royale des Baumelles.

- Le mardi 12 juillet 2016, sa statue est inaugurée devant les arènes des Saintes-Maries-de-la-Mer.

- Le dimanche 6 juin 2021, Garlan a quitté les prés des Baumelles pour le Panthéon des cocardiers.

### Palmarès
- Sacré Biòu de l'Avenir le 4 octobre 2009 aux Saintes-Maries-de-la-Mer, il réussira l'exploit, au cours de cette finale, de ramener tous ses attributs (cocarde, glands et ficelles) au toril.

- Biòu d'Or en 2011, 2012 et 2014.

- Meilleur taureau de la finale du Trophée Pescalune à Lunel en 2014.

- Meilleur taureau de la finale du Trophée des Maraîchers à Châteaurenard en 2014.

- Meilleur taureau du Souvenir Olivier-Arnaud au Grau-du-Roi en 2014.

- Meilleur taureau de la saison 2014 à Palavas (Trophée Albert-Dubout).

- Meilleur taureau du Trophée des Vignerons à Vauvert en 2013.

- Meilleur taureau du Trophée du Muscat à Lunel en 2012.

- Meilleur taureau du Trophée Camargue Médical à Vauvert en 2012.

- Meilleur taureau de la finale du Trophée des Maraîchers à Châteaurenard en 2012.

- Meilleur taureau de la saison 2012 au Grau-du-Roi (Trophée de la Mer).

- Vainqueur du deuxième Trophée du Vaccarès à Méjanes en 2011.

- Vainqueur de la Palme d'Or 2011 à Beaucaire.

- Meilleur taureau de la saison 2011 à Lunel (Trophée Pescalune).

- Vainqueur du premier Trophée du Vaccarès à Méjanes en 2010.

- Vainqueur du Trophée des Commerçants à Saint-Martin-de-Crau en 2010.

- Meilleur taureau de la saison 2010 à Châteaurenard (Trophée des Maraîchers).

- Meilleur taureau de la finale du Trophée Albert-Dubout à Palavas en 2010.